# 新界區專線小巴51K線
新界區專線小巴51K線是香港一條來往上水站至河上鄉（每天晚上延駛至羅湖懲教所）的專線小巴路線，由馬亞木旗下上水專線小巴營運。
除了往河上鄉的常規班次外，亦另有51B線來往料壆、馬草壟（信義新村）及上水站，以及於早上繁忙時間亦有由馬草壟（展能運動村）及馬草壟（蛇嶺）開出的班次。

## 歷史
- 1984年8月15日：本線投入服務，當時路線編號為51，來往石湖墟新發街及河上鄉，另設區間車來往上水臨時房屋區（即現時彩暉街一帶）[4]。
  - 上水臨時房屋區居民曾爭取開辦來往該處及上水火車站的專綫小巴路線，但被運輸署以沒有吸引力及沒有適合地點停車為由反對。署方改以新招標的河上鄉小巴線於試辦後繞經上水臨時房屋區取代[5]。
- 1988年1月29日：編號改為51K，並遷往上水火車站。
- 1991年：因應該段上水臨屋區清拆及該地段改為貨倉用途再無民居，取消來往上水臨時房屋區的區間班次。
- 2010年6月14日：增設經羅湖懲教所往河上鄉的特別班次[6]，同年11月改為雙向服務，並設獨立收費表。
- 2012年11月12日：馬草壟鄉村車其中一部車（車牌EB7848）的車主於2012年去世，於是增設來往馬草壟（信義新村）的特別班次，當時只在繁忙時間提供服務。[7]
- 2013年1月23日：每日19:00起之所有班次，延駛至羅湖懲教所。
- 2014年1月27日：新增來往料壆的特別班次，來回程途經馬草壟信義新村，同時信義新村特別班次改為只於早上繁忙時間提供單向前往上水站的服務。
- 2015年3月16日︰因應馬草壟鄉村車永久停駛[8]，來往馬草壟、料壆的特別班次提升為每天提供服務。
- 2017年4月24日：增設蛇嶺單向往上水的特別班次，只在平日早上提供服務。
- 2018年3月31日：所有途經馬草壟路的服務改編為51B線，而51K線往羅湖懲教所的特別班次改為循環線，並修改行車路線。[9]

## 服務時間及班次
51K
| 上水站開 | 上水站開    | 上水站開     | 河上鄉開 | 河上鄉開    | 河上鄉開     |
| 日期     | 服務時間    | 班次（分鐘） | 日期     | 服務時間    | 班次（分鐘） |
| -------- | ----------- | ------------ | -------- | ----------- | ------------ |
| 每日     | 05:45-09:01 | 7            | 每日     | 05:45-09:01 | 7            |
| 每日     | 09:01-17:01 | 15           | 每日     | 09:01-17:01 | 15           |
| 每日     | 17:01-19:00 | 7            | 每日     | 17:01-19:00 | 7            |

每日19:00後的班次皆以羅湖懲教所為總站
來往羅湖懲教所的班次
- 每日上水站開：06:00-00:30(10-15分鐘)
- 每日羅湖懲教所開：06:15-00:45(10-15分鐘)

51B
| 由上水站開出時間 | 由上水站開出時間 | 由上水站開出時間 | 由料壆開出時間 | 由料壆開出時間 | 由料壆開出時間   | 由馬草壟（信義新村）開出時間 | 由馬草壟（信義新村）開出時間 | 由馬草壟（信義新村）開出時間 |
| 日期             | 小時             | 分鐘             | 日期           | 小時           | 分鐘             | 日期                         | 小時                         | 分鐘                         |
| ---------------- | ---------------- | ---------------- | -------------- | -------------- | ---------------- | ---------------------------- | ---------------------------- | ---------------------------- |
| 每日             | 05               | 20 a、40 b       | 每日           | 05             | 40 a             | 每日                         | 05                           | 45 a                         |
| 每日             | 06               | 30 a、45 b       | 每日           | 06             | 15 a、40 b       | 每日                         | 06                           | 15 b、25 a                   |
| 每日             | 07               | 00 b、30 a、45 a | 每日           | 07             | 00 a、25 b、40 b | 每日                         | 07                           | 10 a、15 b、30 b             |
| 每日             | 08               | 00 b、30 a、45 b | 每日           | 08             | 00 a、15 a、40 b | 每日                         | 08                           | 10 a、25 a、30 b             |
| 每日             | 09               | 00 b、30 a、45 a | 每日           | 09             | 00 a、25 b、40 b | 每日                         | 09                           | 10 a、15 b、30 b             |
| 每日             | 10               | 00 b、30 a、45 b | 每日           | 10             | 00 a、15 a、40 b | 每日                         | 10                           | 10 a、25 a、30 b             |
| 每日             | 11               | 00 b、45 a       | 每日           | 11             | 00 a、25 b、40 b | 每日                         | 11                           | 10 a、15 b、30 b             |
| 每日             | 12               | 00 a、30 b、45 b | 每日           | 12             | 00 a、15 a、30 a | 每日                         | 12                           | 10 a、25 a、40 a             |
| 每日             | 13               | 00 a、30 b       | 每日           | 13             | 10 b、25 b、30 a | 每日                         | 13                           | 00 b、15 b、40 a             |
| 每日             | 14               | 00 a、15 a、30 b | 每日           | 14             | 10 b、30 a、45 a | 每日                         | 14                           | 00 b、40 a、55 a             |
| 每日             | 15               | 00 a、15 b、30 b | 每日           | 15             | 10 b、30 a、55 b | 每日                         | 15                           | 00 b、40 a、45 b             |
| 每日             | 16               | 00 a、15 a、30 b | 每日           | 16             | 10 b、30 a、45 a | 每日                         | 16                           | 00 b、40 a、55 a             |
| 每日             | 17               | 00 a、15 b、30 b | 每日           | 17             | 10 b、30 a、55 b | 每日                         | 17                           | 00 b、40 a、45 b             |
| 每日             | 18               | 00 a、15 a、30 b | 每日           | 18             | 10 b、30 a、45 a | 每日                         | 18                           | 00 b、40 a、55 a             |
| 每日             | 19               | 00 a、15 b、30 b | 每日           | 19             | 10 b、30 a、55 b | 每日                         | 19                           | 00 b、40 a、45 b             |
| 每日             | 20               | 00 a、15 a、30 a | 每日           | 20             | 10 b、30 a、45 a | 每日                         | 20                           | 00 b、40 a、55 a             |
| 每日             | 21               | 00 a             | 每日           | 21             | 10 b、30 a       | 每日                         | 21                           | 00 b、40 a                   |

- 帶a者班次，由上水開出後，會先前往料壆再前往馬草壟（信義新村）；由料壆開出的班次，會先前往馬草壟（信義新村）再前往上水；由馬草壟（信義新村）開出的班次會直接前往上水。
- 帶b者班次，由上水開出後，會先前往馬草壟（信義新村）再前往料壆；由馬草壟（信義新村）開出的班次，會先前往料壆再前往上水；由料壆開出的班次會直接前往上水。

51B展能運動村單向開往上水的特別班次
- 星期一至六開4班：07:00、07:30、08:00、08:30
- 星期日及公眾假期不提供服務

51B馬草壟（蛇嶺）單向開往上水的特別班次
- 星期一至六開1班：06:10
- 星期日及公眾假期不提供服務

## 行車路線
51K

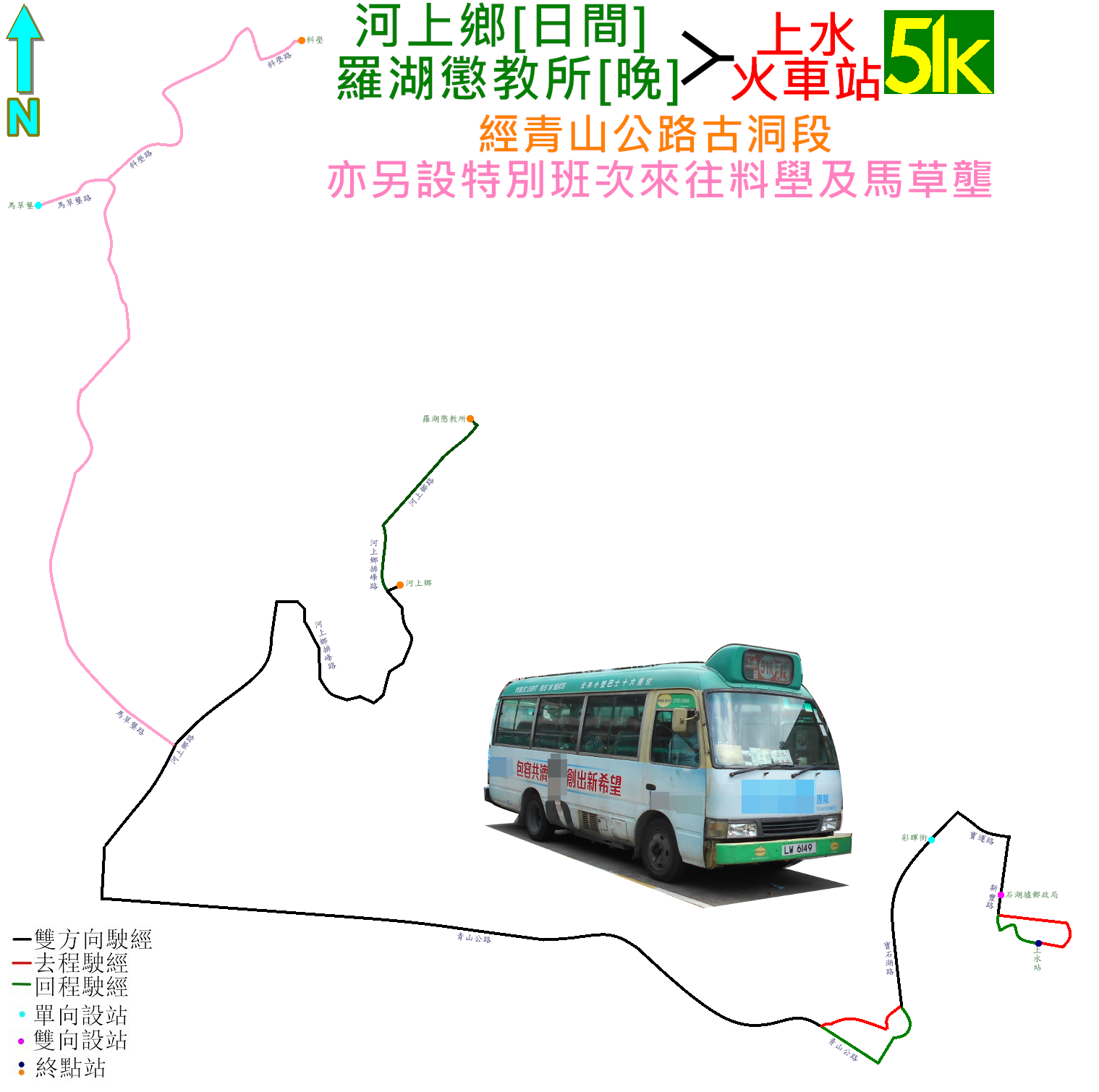
51K線的走線圖，當中粉紅色線表示51B線才會駛經

- 上水站開，途經：新運路、新豐路、寶運路、寶石湖路、粉錦公路、青山公路古洞段、河上鄉路及河上鄉排峰路及河上鄉路。
- 河上鄉／羅湖懲教所開，途經：河上鄉路、河上鄉排峰路、河上鄉路、青山公路–古洞段、粉錦公路、寶石湖路、寶運路、新豐路、龍琛路及龍運街。

綠字表示該路段只有來往羅湖懲教所的特別班次才會駛經，且到達總站後原路折返上水。
51B
- 上水站開，新運路、新豐路、寶運路、寶石湖路、粉錦公路、青山公路古洞段、河上鄉路、馬草壟路、料壆路及馬草壟路。
- 馬草壟信義新村/料壆開，途經：馬草壟路、料壆路、馬草壟路、河上鄉路、青山公路–古洞段、粉錦公路、寶石湖路、寶運路、新豐路、龍琛路及龍運街。

啡字表示該路段只有以馬草壟的特別班次(繞經料壆)才會駛經。

## 收費
- 全程收費 $6.2(51K線常規)/$7.1(51K線來往羅湖懲教所的班次)/$6.9(51B線來往馬草壟的班次)/$7.9(51B線來往料壆的班次)
  - 上水站往來青山公路/河上鄉路：$4.6
  - 上水鐵路站往來河上鄉：$6.2
  - 青山公路/河上鄉路往來河上鄉：$4.3
  - 青山公路/河上鄉路往來羅湖懲教所/馬草壟：$5.1
  - 河上鄉往來羅湖懲教所：$0.9
  - 馬草壟路展能運動村往上水站：$6

| - 本線大小同價。 - 65歲或以上長者使用長者或個人八達通（包括「樂悠咭」），合資格殘疾人士（包括12歲以下合資格殘疾兒童）使用「殘疾人士身份」個人八達通，以及60至64歲香港居民使用「樂悠咭」繳付車資，均可享有每程$2.0或全費（以較低者為準）的票價優惠。 - 乘客可以現金或八達通於上車時付款，不設找續。 - 每位成人乘客可免費攜帶最多兩名3歲以下而不佔座位的兒童乘客乘車，超額之3歲以下小童必須繳付車費乘車。 |

## 51K線主要客源
- 河上鄉/馬草壟/料壆鄉村村民
- 到羅湖懲教所探監或上班的人士
- 到以下景點參觀或遊玩的人士：
  - 居石侯公祠
  - 麥景陶碉堡(馬草壟)
  - 上水展能運動村[10]
  - 東華三院馬草壟營地[11]
  - 快景路大石磨(以攝影發燒友為主)[12]
  - 羅太鴻淘豆花的顧客

## 軼事
- 2014年秋季：有媒體報導51K在繁忙時間班次過於疏落的問題[13]，隨後無線電視東張西望亦報導同樣問題。[14]

## 外部連結
- i-busnet.com：新界專綫小巴51K線 （页面存档备份，存于）
- 小巴薈：51K(含特別班次) （页面存档备份，存于）
- 681巴士總站：51K小巴 （页面存档备份，存于）